# Il giglio della valle
Il giglio della valle (Le Lys dans la vallée) (IPA: /lə lis dɑ̃ la va’le/) è un romanzo di Honoré de Balzac pubblicato per la prima volta nel 1836 ed inserito successivamente nell’edizione Furne del 1844. Costituisce l’ultimo dei quattro romanzi racchiusi in Scene di vita di campagna (Scènes de la vie de campagne), sesto ciclo narrativo di cui è composta La commedia umana, un'ambiziosa serie di romanzi, racconti, saggi d'argomento vario e novelle miranti tutti a descrivere ed analizzare la società francese, tanto nella sua sfera economico-sociale quanto in quella ideologico-valoriale, contemporanea all'autore.
Il romanzo richiama principalmente il castello di Saché e i suoi dintorni nell'Indre-et-Loire che rappresentarono grande fonte di ispirazione per Balzac.

## Storia editoriale
La scrittura del romanzo si è svolta nell'arco di diversi anni. In una prima stesura, che risale al 1823 e che l'autore abbandonerà temporaneamente, Blanche de Mortsauf appare come Mina, una donna dedita alla sofferenza. Balzac sviluppò ed arricchì la rappresentazione di questo personaggio in seguito alla lettura di Volupté, romanzo di Sainte-Beuve, suscitando però l'ira di quest'ultimo per la troppa somiglianza. Consapevole delle imperfezioni del suo romanzo, Balzac disse: «Questo romanzo è brutto e lo riscriverò. ». Il giglio della valle altro non è che una versione migliore di Volupté.
Balzac non rinuncia ad attaccare (a volte ingiustamente, come osserva André Maurois) il romanzo di Sainte-Beuve che, sebbene imperfetto e reputato noioso da numerosi lettori moderni, fornisce il cuore della trama del giglio della valle. L'opera di Balzac rientra nel genere del romanzo di iniziazione sentimentale, che sarà poi ripreso da Gustave Flaubert in L'educazione sentimentale, Marcel Proust in Dalla parte di Swann e André Gide in La porta stretta.
Scritto in parte ad Issoudun e in parte a Vienna, fu pubblicato in due momenti distinti, le prime due parti (Les Deux Enfances e Les Premières Amours) da novembre a dicembre 1835 nella rivista letteraria francese Revue de Paris. In seguito, a causa di una disputa con l'editore François Buloz, la pubblicazione fu interrotta. Il libro, nella sua versione completa, fu pubblicato nel 1836 dalla casa editrice Werdet. Nel 1947 fu pubblicata un’ulteriore edizione da Paul Hartmann, arricchita da illustrazioni di Berthold Mahn.

## Trama
Il giglio della valle è la storia dell'intenso amore platonico tra Félix de Vandenesse, membro più giovane di una famiglia aristocratica, e la contessa Blanche de Mortsauf (soprannominata Henriette da Félix), moglie del conte de Mortsauf, uomo tenebroso e violento.
Félix de Vandenesse racconta della sua infanzia infelice, in cui non si sentiva amato, persino odiato, e del suo incontro con una creatura celeste che divenne per lui una madre sostitutiva e un'amante irraggiungibile, molto più pura e intransigente di Madame de Berny, musa ispiratrice e amante di Balzac. Henriette, invece, era devota a volte fino all'eccesso, tanto da arrivare a rimproverare se stessa per la sua «mancanza di forza apostolica» in una delle confessioni con l'abate François Birotteau. Dopo diversi anni di relazione casta, Felix incontrò Lady Dudley a Parigi, dove, grazie a lei, inizia a frequentare i salotti. Lady Dudley era un'aristocratica inglese che lo introdusse alle gioie e alle passioni carnali. Henriette viene a sapere della loro relazione e, lasciandosi consumare dal dolore, muore. Da quel momento in poi, Félix si allontana da Lady Dudley.
L'intera storia si presenta sotto forma di un'unica lettera di Felix alla sua amante del momento, la contessa Natalie de Manerville. Lei risponde dichiarando che non vuole e non può essere costantemente paragonata alla gentile e saggia Madame de Mortsauf, né alla grande e orgogliosa Lady Dudley e che pertanto vuole rompere qualsiasi tipo di rapporto con lui.

## Personaggi
Henriette de Mortsaufdonna sposata ma segretamente innamorata di Félix de Vandenesse senza mai confessarglielo. Muore di dolore quando viene a sapere che Félix ha una relazione con Lady Dudley.
Félix de Vandenesseuomo innamorato di Henriette, una sua vecchia conoscenza. Scopre il piacere carnale grazie a Lady Dudley.
Lady Arabelle Dudleyaristocratica inglese, amante di Félix.
Natalie de Manervillenel contesto extra-diegetico della storia, Natalie è l'attuale amante di Félix, alla quale indirizza una lunga lettera che non è altro che il romanzo stesso.

### Tema
In questo racconto in gran parte autobiografico, Balzac ha trasposto la sua relazione con Laure de Berny, arrivando a prendere in prestito dettagli della vita privata della dilecta (come lui chiama Laure): Madame de Mortsauf soffre di una malattia di stomaco, i suoi figli sono malati. Laure de Berny aveva il manoscritto in mano qualche mese prima di morire. Vi leggeva frasi a lei indirizzate: 
(Honoré de Balzac, "il giglio della valle")

## Edizioni

### In italiano
- Il giglio della valle, traduzione di Bruno Romani, Colombo Editore, 1945.
- Il giglio della valle, traduzione di Giampaolo Tolomei, Mondadori, 1951.

## Trasposizioni
Le Lys dans la vallée di Marcel Cravenne (1970), sceneggiato televisivo.